# 大阪層群
大阪層群（おおさかそうぐん）とは、鮮新世から更新世前期（約300万年前 - 約数十万年前）にかけて近畿地方に堆積した地質。内湾性、堆積性のもので、大阪平野を構成するほか、播磨平野、京都盆地、奈良盆地にも分布する。
多くの化石を含み、アケボノゾウやシガゾウのような旧象をはじめマチカネワニやシカ、貝類、メタセコイヤやイヌスギ、バタグルミなどの植物群が発見される。大阪層群の上部からはグイマツやツルコケモモなどが出現し、温暖な気候の新第三紀末から氷期および間氷期となった第四紀への移り変わりを示している。地層に含まれる化石を示準として、日本の主要な平野や盆地は大阪層群と同時期に成立したことが分かっている。

## 概要
敗戦により燃料事情が極度に悪化した1949年（昭和24年）、京都大学の地質研究者を中心にした大阪府地下資源調査委員会が天然ガスの資源調査として大阪府内各所でボーリングを行った。この調査はまず千里丘陵から始まり、丘陵を構成する砂礫や粘土の地層群が大阪層群と命名された。続いて行われた調査で共通した地層が広い範囲に分布していることが判明した。肝心の天然ガスは寝屋川市内や堺筋でわずかに出たのみで、ガス調査は2 - 3年で終わった。ところが学術上は大きな発見があったため、その後も大阪市立大学や京都大学の研究者が中心になって地質調査が続けられた。大阪層群の調査結果は、後に大阪市内の地盤沈下対策にも役立ち、工業用水として地下水を組み上げる際にアズキ火山灰層（後述）が基準となった。

### 大阪層群の構成
大阪層群は砂礫層と粘土層が何層も重なった形で構成され、中・上部は10層の海成粘土層、下部は湖成粘土層から成っている。第三海成粘土層中にピンク色の火山灰から成る「アズキ火山灰層」を含み、ここを境に上部と下部に大別される。1949年のボーリング調査は千里丘陵に続いて大阪周辺の丘陵地や平野部でも行われ、アズキ火山灰層の存在から、これが同一時間（同一層準）を示す鍵層として活用された。大阪港や東大阪市八戸ノ里ではアズキ火山灰層は地下400メートルの深さにあり、大阪層群は地下約700メートルまで存在する。
アズキ火山灰層の名称は、紫色の火山灰にアメ色の火山ガラスを含んだ色調が小豆のアイスキャンディー（あずきバー）に似ていることから発掘現場でそう呼ばれ、正式名として定着した。
また、ボーリング調査の結果、大阪層群の下に存在する基盤の花崗岩が大きくたわんでいることが分かり、京都大学教授の槙山次郎が生駒山の基盤褶曲説を発表した。大阪層群は生駒山や千里丘陵、六甲山が平野であった頃から堆積を始め、地質変動によって丘陵と山脈が形成された。